# Kamienica przy ul. Grzegorza z Sanoka 3 w Sanoku
Kamienica przy ul. Grzegorza z Sanoka 3 w Sanoku – budynek położony przy ulicy Grzegorza z Sanoka 3 w Sanoku.

## Historia
Budowa kamienicy trwała w 1895. Jej właścicielem był Salomon Reiss (radny miejski), syn Mojżesza Arona Reissa (także radny miejski). Pierwotnie budynek figurował pod numerem konskrypcyjnym 83, a potem pod adresem ul. Grzegorza z Sanoka 3.
Od 1910 w domu Reissa mieszkał dentysta S. Atlas.
Do początku lat 30. osoby i podmioty działające w budynku były wymieniane pod numerami 83 i 92 ulicy Grzegorza z Sanoka, wówczas byli tamże przypisani Noe Blum, prowadzący skład mąki, adwokat dr Izydor Fell, Lazar Lische, który prowadził handel towarów bławatnych, Artur Weiner, prowadzący sprzedaż produktów naftowych, adwokat dr Jonasz Spiegel. Po 1945 w budynku miała siedzibę Komenda Powiatowa Milicji Obywatelskiej, której pierwszym powojennym komendantem był Jan Hnatuśko. 
W późniejszych latach w kamienicy podjęto działalność handlową. W pomieszczeniach działała księgarnia językowa „Wiking”. 
Budynek został wpisany do gminnej ewidencji zabytków miasta Sanoka, opublikowanej w 2015.